# Реддінг (Айова)
Реддінг (англ. Redding) — місто (англ. city) в США, в окрузі Рінгголд штату Айова. Населення — 63 особи (2020).

## Географія
Реддінг розташований за координатами 40°36′27″ пн. ш. 94°23′14″ зх. д. / 40.60750° пн. ш. 94.38722° зх. д. (40.607520, -94.387102).  За даними Бюро перепису населення США в 2010 році місто мало площу 2,60 км², з яких 2,58 км² — суходіл та 0,02 км² — водойми.

## Демографія
Згідно з переписом 2010 року, у місті мешкали 82 особи в 37 домогосподарствах у складі 21 родини. Густота населення становила 32 особи/км².  Було 42 помешкання (16/км²).
Расовий склад населення:
| - 100,0 % — білих |

До двох чи більше рас належало 0,0 %. Частка іспаномовних становила 0,0 % від усіх жителів.
За віковим діапазоном населення розподілялося таким чином: 24,4 % — особи молодші 18 років, 54,9 % — особи у віці 18—64 років, 20,7 % — особи у віці 65 років та старші. Медіана віку мешканця становила 51,5 року. На 100 осіб жіночої статі у місті припадало 100,0 чоловіків;  на 100 жінок у віці від 18 років та старших — 100,0 чоловіків також старших 18 років.
Середній дохід на одне домашнє господарство  становив 40 419 доларів США (медіана — 36 250), а середній дохід на одну сім'ю — 58 960 доларів (медіана — 58 250). За межею бідності перебувало 9,8 % осіб, у тому числі 0,0 % дітей у віці до 18 років та 12,5 % осіб у віці 65 років та старших.
Цивільне працевлаштоване населення становило 18 осіб. Основні галузі зайнятості: сільське господарство, лісництво, риболовля — 50,0 %, будівництво — 16,7 %, оптова торгівля — 11,1 %, інформація — 11,1 %.